# Ests plattelandsmuseum
Het Ests plattelandsmuseum (in het Ests: Eesti Maaelumuuseumid) is een organisatie die verschillende openluchtmusea in Estland beheert.

## Musea
- Ests landbouwmuseum
- C.R. Jakobson boerderijmuseum
- Tori paardenboerderij